# Samson contre le corsaire noir
Pour plus de détails, voir Fiche technique et Distribution.
Samson contre le corsaire noir (Sansone contro il corsaro nero) est un film d'aventures italien réalisé par Luigi Capuano et sorti en 1964.

## Synopsis
Samson sert de capitaine dans la garnison d'un prince dont les terres sont souvent envahies par le Corsaire noir. Il est amoureux de la fille du prince, mais le conseiller du prince, avide de pouvoir et au courant de la situation, s'efforce d'empêcher ce bonheur. Lorsque toutes les tentatives pour saper le pouvoir du prince échouent, le conseiller fait enlever la petite fille du prince, née d'un second mariage, par les corsaires. Grâce à l'intervention énergique de Samson, les corsaires peuvent être vaincus et la région pacifiée à nouveau.

## Fiche technique
- Titre français : Samson contre le corsaire noir[1]
- Titre original : Sansone contro il corsaro nero[2],[3],[4]
- Réalisation : Luigi Capuano
- Scénario : Arpad De Riso, Piero Pierotti
- Photographie : Augusto Tiezzi
- Montage : Jolanda Benvenuti (it)
- Musique : Angelo Francesco Lavagnino
- Décors : Salvatore Giancotti
- Production : Fortunato Misiano
- Sociétés de production : Romana Film (it)
- Format : couleurs par Eastmancolor - 2,35:1 - Son mono - 35 mm
- Pays de production :  Italie
- Langue de tournage : italien
- Genre : film d'aventures
- Durée : 93 minutes
- Dates de sortie : 
  - Italie : 25 janvier 1964
  - France : 30 janvier 1967

## Distribution
- Sergio Ciani (sous le nom d'« Alan Steel ») : Samson
- Rosalba Neri : Rosita
- Piero Lulli : Rodrigo Sanchez
- Andrea Aureli : le Corsaire noir
- Nerio Bernardi : Don Alonzo de Cordoba, gouverneur d'Hermosa
- Enzo Maggio (sous le nom de « Vincenzo Maggio ») : Paquito
- Elisa Mainardi : Carmelita
- Simonetta Simeoni :
- Nello Pazzafini : « Visage de goudron » (Faccia di Catrame en VO)
- Margherita Nicosia
- Cinzia Bruno : Alma
- Anna Arena :
- Ignazio Balsamo : Luis
- Nazzareno Zamperla : Pablo
- Giulio Battiferri :